# Pożyczka hipoteczna
Pożyczka hipoteczna – pożyczka, której głównym zabezpieczeniem jest hipoteka na nieruchomości, do której pożyczkobiorca ma prawo własności (nieruchomość taka nie może być obciążona kredytem). Na ogół pożyczka hipoteczna ma charakter długoterminowy (ok. 15-20 lat), a jej wartość wynosi ok. 70% wartości zastawionej nieruchomości (w szczególnych przypadkach może sięgać do 100% wartości).
W przeciwieństwie do kredytu hipotecznego środki finansowe uzyskane poprzez zaciągnięcie pożyczki hipotecznej mogą być przeznaczone na dowolny cel. Zazwyczaj pożyczki hipoteczne mają niższe oprocentowanie niż kredyty konsumpcyjne z uwagi na zabezpieczenie w postaci ustanowionej na rzecz banku hipoteki na nieruchomości.
Procedura zaciągnięcia pożyczki hipotecznej może być długotrwała ze względu na konieczność uzyskania wpisu do księgi wieczystej nieruchomości i jej ubezpieczenia.